# Auguste Vermorel
Auguste-Jean-Marie Vermorel (Denicé, 22 giugno 1841 – Versailles, 20 giugno 1871) è stato un politico, giornalista e scrittore francese.
Fu un elemento di spicco della Comune di Parigi.

## Biografia
Giornalista, fondò La Jeune France nel 1861 e poi divenne redattore in capo del Courrier français, collaborò a La Réforme, e fu più volte imprigionato dal regime bonapartista per le sue idee socialiste. Aveva anche interessi letterari e pubblicò due romanzi, Ces dames e Les Amours vulgaires. Suoi libri di storia e di politica furono Les Hommes de 1848, Les Hommes de 1851, Les Vampires e Le Parti socialiste. Pubblicò anche articoli e discorsi di Danton, di Robespierre, di Marat e di Vergniaud.
Quando cadde l'Impero era in prigione. Liberato, ripubblicò Le Courrier français e partecipò alla manifestazione del 31 ottobre 1870 contro il governo. Arrestato per qualche giorno, lasciò Parigi per tornarvi alla notizia del sollevamento popolare del 18 marzo 1871.
Il 26 marzo venne eletto al Consiglio della Comune ed è membro della Commissione Giustizia, poi della Commissione esecutiva e infine della Sicurezza generale. Si oppose alla creazione del Comitato di Salute pubblica, voluta dalla maggioranza del Consiglio. Durante la Settimana di sangue combatté sulle barricate e venne gravemente ferito il 25 maggio 1871. Catturato dalle truppe di Thiers, fu trasferito nel campo di prigionia di Versailles dove fu lasciato morire senza cure.

## Opere
- Ces dames, 1860
- Les Amours vulgaires, 1863
- Les mystères de la police, 1864
- La police pendant la Révolution et l'Empire, 1864
- La police contemporaine, 1864
- Les hommes de 1848, 1868
- Les hommes de 1851, 1869
- Le Parti socialiste, 1870